# Overhalla
64°29′44″N 11°57′18″Ø / 64.49556°N 11.95500°Ø
Overhalla er en kommune i Trøndelag fylke i Norge. Lakseelven Namsen, samt den næsten lige så berømte sideelv Bjøra løber gennem kommunen. Den grænser i nord til Fosnes og Høylandet, i øst til Grong, i syd til Snåsa og Steinkjer, og i vest til Namsos. Højeste punkt i kommunen er Reinsjøfjellet der er 726 moh.

## Tusenårssted
Kommunens tusenårssted er Ranem kirke, en middelalderkirke bygget i 1187.